# Gaden (Abensberg)
Das Dorf Gaden ist ein Ortsteil der Stadt Abensberg im Landkreis Kelheim in Niederbayern.

## Lage

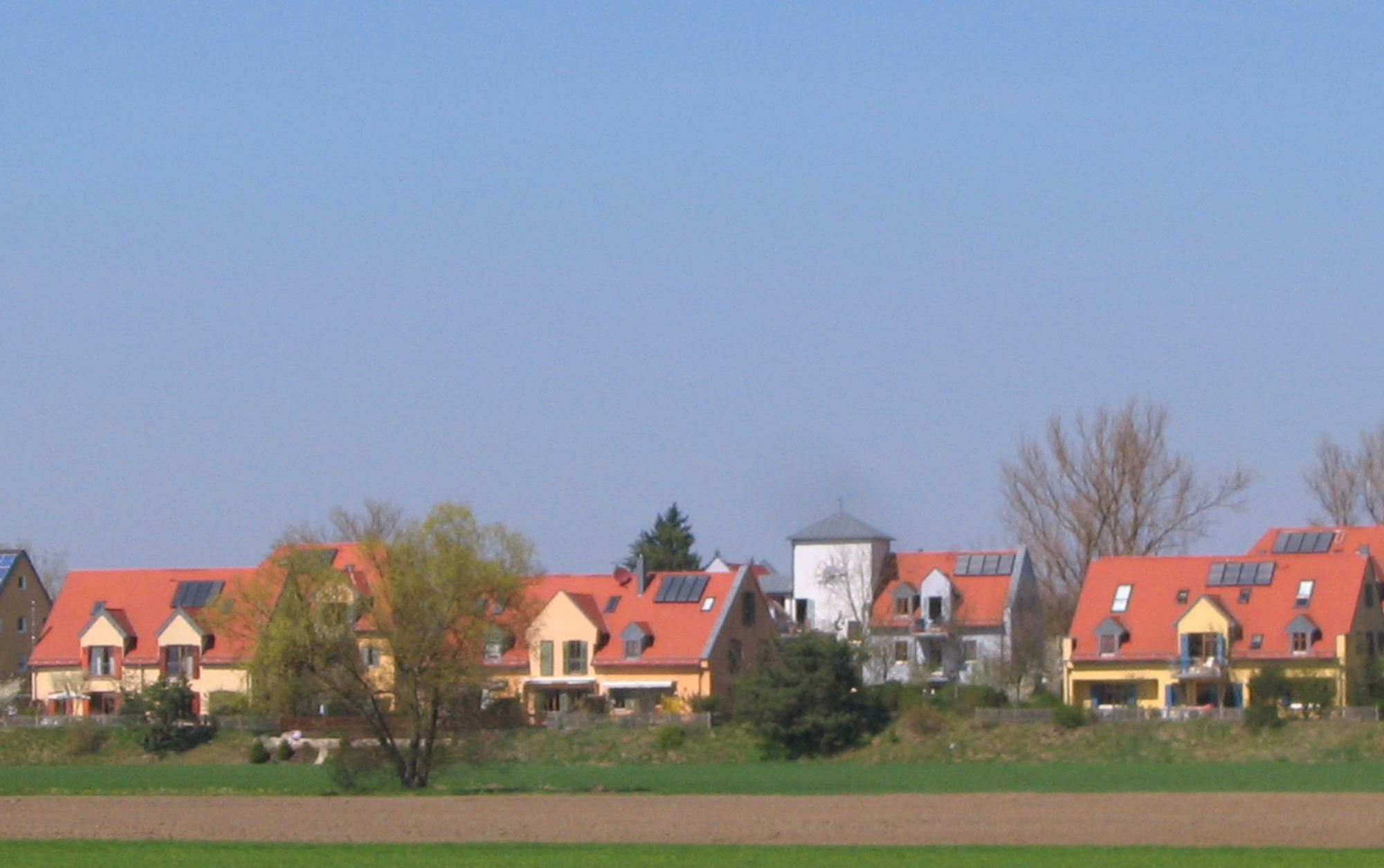
Gaden Ökodorf

Der Ort befindet sich in der Ebene des Abenstales, südöstlich der Stadt Abensberg und ist mit dieser räumlich nahezu verwachsen. Das Dorf ist westlich durch die Bundesstraße 16 und nördlich durch die Staatsstraße 2144 begrenzt. Regensburg ist in östlicher Richtung zirka 45 km und Ingolstadt in westlicher 30 km entfernt. München liegt etwa 90 km südlich des Ortes.

## Geschichte
Die Schwaige (= Viehhaltung) Gaden befand sich im Herrschaftsbereich der Herren von Abensberg. 1307 setzten „Wernhard und Ulrich“, Herren von Abensberg dem Kloster Biburg ihre Schwaige in Gaden zur „Gewährschaft“. 1323 gab „Herr Ulrich III.“ dem Kloster Rohr jährlich 300 Käse zu je 4 Pfund Regensburger Pfennig aus seiner Schwaige Gaden für eine tägliche Messe und einen Jahrtag. 1587 war Ulrich Neumayer Schwaiger zu Gaden. Nach mehrfachem Besitzwechsel erwarb sie während des Dreißigjährigen Krieges Anna Schönbucherin. Westlich des Ortes befindet sich die „Napoleonshöhe“, von der aus Kaiser Napoleon die Schlacht von Abensberg leitete.

## Wirtschaft und Infrastruktur
In dem verkehrsgünstig gelegenen Dorf wird nur noch vereinzelt Landwirtschaft betrieben. Wohnbebauung herrscht vor. Östlich des Dorfes befindet sich ein Industriegebiet, in dem der international tätige Automobilzulieferer Kromberg & Schubert eine Niederlassung unterhält.